# Liga e Parë 2021/22
Die Viva Fresh Liga e Parë 2021/22 war die 23. Saison der zweithöchsten Klasse im kosovarischen Männerfußball. Dieses Jahr bestand die Liga e Parë aus 20 Teams aufgeteilt in 2 Gruppen. Die Saison begann am 28. August 2021 und endete am 15. Mai 2022 mit dem 27. Spieltag.

## Mannschaften 2020/21
Dieses Jahr traten anstatt 16 Mannschaften 20 Mannschaften an; jeweils zehn Mannschaften in zwei Gruppen. Die Gruppenersten stiegen in die ArtMotion Superliga auf, während der Sieger der beiden Zweitplatzierten gegen den Achtplatzierten der Kosovo Superliga 2021/22. Die zwei Letztplatzierten steigen in die Liga e Dytë ab. Die Neulinge aus der obersten Liga waren der KF Besa, KF Arbëria und KF Trepça’89, während der KF Fushë Kosova und der KF Rahoveci von der Liga e Dytë aufgestiegen sind. Der KF Kosova Vushtrri durfte trotz Relegation in der Liga e Parë auftreten, weil der KF Dardana bis zur Deadline keinen Kader aufbringen konnte. Als Reaktion vom kosovarischen Fußballverband wurde der Klub KF Dardana mit dem KF Kosova Vushtrri fusioniert und der KF Dardana soll als Privatunternehmen in der Liga e Dytë auflaufen. Die Fusion zwischen den Vereinen ist bis dato noch umstritten.

## Gruppe A

### Abschlusstabelle
| Pl. | Verein           | Sp. | S  | U  | N  | Tore    | Diff. | Punkte |
| --- | ---------------- | --- | -- | -- | -- | ------- | ----- | ------ |
| 1.  | KF Trepça’89     | 27  | 16 | 10 | 1  | 053:130 | +40   | 58     |
| 2.  | KF Liria         | 27  | 13 | 7  | 7  | 043:330 | +10   | 46     |
| 3.  | KF Vëllaznimi    | 27  | 10 | 8  | 9  | 031:310 | ±0    | 38     |
| 4.  | FC Phoenix Banja | 27  | 9  | 8  | 10 | 033:330 | ±0    | 35     |
| 5.  | KF A&N           | 27  | 8  | 10 | 9  | 025:260 | −1    | 34     |
| 6.  | KF Rahoveci (N)  | 27  | 9  | 6  | 12 | 032:380 | −6    | 33     |
| 7.  | KF Istogu        | 27  | 8  | 8  | 11 | 026:270 | −1    | 32     |
| 8.  | KF Trepça        | 27  | 9  | 5  | 13 | 025:360 | −11   | 32     |
| 9.  | KF Drenasi       | 27  | 7  | 9  | 11 | 028:310 | −3    | 30     |
| 10. | KF Besa          | 27  | 8  | 5  | 14 | 029:570 | −28   | 29     |

Platzierungskriterien: 1. Punkte – 2. Direkter Vergleich (Punkte, Tordifferenz, geschossene Tore) – 3. Tordifferenz – 4. geschossene Tore

| Zum Saisonende 2021/22: |                                             |
| Aufstieg in der ArtMotion Superliga Teilnehmer an der Relegation zum Aufstieg Abstieg in die Liga e Dytë \| (N) \| Aufsteiger aus der Liga e Dytë: KF Rahoveci \| |                                             |
| (N) | Aufsteiger aus der Liga e Dytë: KF Rahoveci |

## Gruppe B

### Abschlusstabelle
| Pl. | Verein               | Sp. | S  | U  | N  | Tore    | Diff. | Punkte |
| --- | -------------------- | --- | -- | -- | -- | ------- | ----- | ------ |
| 1.  | KF Ferizaj           | 27  | 19 | 5  | 3  | 043:160 | +27   | 62     |
| 2.  | KF Kosova Vushtrri 1 | 27  | 13 | 10 | 4  | 040:250 | +15   | 49     |
| 3.  | KF Fushë Kosova (N)  | 27  | 13 | 5  | 9  | 040:360 | +4    | 44     |
| 4.  | KF 2 Korriku         | 27  | 11 | 6  | 10 | 033:320 | +1    | 39     |
| 5.  | KF Arbëria           | 27  | 6  | 10 | 11 | 036:490 | −13   | 28     |
| 6.  | KF Ramiz Sadiku      | 27  | 10 | 4  | 13 | 049:460 | +3    | 34     |
| 7.  | KF Flamurtari        | 27  | 8  | 7  | 12 | 036:410 | −5    | 31     |
| 8.  | KF Kika              | 27  | 6  | 11 | 10 | 029:290 | ±0    | 29     |
| 9.  | KF Vllaznia Pozheran | 27  | 7  | 7  | 13 | 030:400 | −10   | 28     |
| 10. | KF Vitia             | 27  | 7  | 1  | 19 | 032:540 | −22   | 22     |

Platzierungskriterien: 1. Punkte – 2. Direkter Vergleich (Punkte, Tordifferenz, geschossene Tore) – 3. Tordifferenz – 4. geschossene Tore

 1Der KF Kosova Vushtrri darf aufgrund einer Fusion – trotz Abstieg – weiterhin in der Liga spielen.
| Zum Saisonende 2021/22: |                                                 |
| Aufstieg in der ArtMotion Superliga Teilnehmer an der Relegation zum Aufstieg Abstieg in die Liga e Dytë \| (N) \| Aufsteiger aus der Liga e Dytë: KF Fushë Kosova \| |                                                 |
| (N) | Aufsteiger aus der Liga e Dytë: KF Fushë Kosova |

## Relegation

### Aufstieg
Halbfinale
Zunächst traten die beiden Zweitplatzierten aufeinander.
| Datum      |          | Ergebnis              |                    |
| ---------- | -------- | --------------------- | ------------------ |
| 21.05.2022 | KF Liria | 1:1 n. V. (2:4 i. E.) | KF Kosova Vushtrri |

Finale
Der Achte der BKT Superliga traf auf den Sieger des Halbfinals.
| Datum      |                    | Ergebnis |              |
| ---------- | ------------------ | -------- | ------------ |
| 28.05.2022 | KF Kosova Vushtrri | 1:3      | KF Malisheva |

Kosova Vushtrri stieg damit in die erste Liga auf.